# Gwinea na Letnich Igrzyskach Olimpijskich 1992
Gwineę na Letnich Igrzyskach Olimpijskich 1992 w Barcelonie reprezentowało 8 zawodników: 6 mężczyzn i 2 kobiety. Najmłodszym reprezentantem był biegacz Amadou Sy Savané (18 lat 80 dni), a najstarszym judoka Mohamed Doukouré (38 lat 254 dni).
Był to piąty start reprezentacji Gwinei na letnich igrzyskach olimpijskich.

## Judo
Mężczyźni
- Mamadou Bah – waga extra lekka (17. miejsce)
- Sekou Camara – waga półśrednia (34. miejsce)
- Mohamed Doukouré – waga półciężka (21. miejsce)

## Lekkoatletyka
Kobiety
- Aminata Konaté – bieg na 100 metrów (odpadła w eliminacjach)
- Oumou Sow – bieg na 200 metrów (odpadła w eliminacjach)

Mężczyźni
- Soriba Diakité – bieg na 100 metrów (odpadł w eliminacjach), skok w dal (odpadł w eliminacjach)
- Amadou Sy Savané – bieg na 200 metrów (odpadł w eliminacjach), bieg na 400 metrów przez płotki (odpadł w eliminacjach)
- Mohamed Sy Savané – bieg na 800 metrów (odpadł w eliminacjach), bieg na 1500 metrów (odpadł w eliminacjach)